# Cocorote
Cocorote é uma cidade venezuelana, capital do município de Cocorote.